# Toni Mičevski
Toni Mičevski (Macedonisch: Тони Мицевски) (Bitola, 20 januari 1970) is een Macedonisch voetballer die uitkomt voor USV Eschen/Mauren. Micevski speelde in de periode 1993-2002 44 duels voor de nationale ploeg van Macedonië. Hierin scoorde hij vier goals.

## Carrière
- 1993–1995: FK Sileks Kratovo
- 1995–1998: Hansa Rostock
- 1998–1999: Tennis Borussia Berlin
- 1999–2000: FK Pelister
- 2000–2001: Energie Cottbus
- 2001–2002: FK Pobeda Prilep
- 2002–2004: VFL Osnabrück
- 2004–2006: TSV Wallenhorst
- 2006– nu : USV Eschen/Mauren